# Verflixte Gastfreundschaft
Verflixte Gastfreundschaft (Originaltitel: Our Hospitality, Alternativtitel: Bei mir - Niagara) ist eine US-amerikanische Stummfilm-Westernkomödie von und mit Buster Keaton aus dem Jahr 1923. Hier setzte Keaton sein Bemühen um eine glaubwürdige Geschichte, in den Verlauf der Handlung eingebaute Gags sowie historische Authentizität erstmals konsequent um. Die Komödie stand somit im Gegensatz zu den allermeisten der damaligen Slapstick-Komödien und gilt daher in der Entwicklung der Filmkomödie als besonders bedeutsam.

## Handlung
Die jungen Vereinigten Staaten, um 1810: Zwischen den Familien McKay und Canfield herrscht seit langem eine Blutfehde. Eines Nachts erschießen der Vater des einjährigen William McKay sowie der verfeindete James Canfield einander gegenseitig. Als einziger Überlebender seiner Sippe wächst William daraufhin bei seiner Tante auf, die im entfernten, noch provinziell wirkenden New York lebt.
Zwanzig Jahre später ist William volljährig geworden und bekommt den Landbesitz der McKays übertragen. Weil William nur einen groben Überblick von der Blutfehde hat, fährt er weitgehend unbedacht in die Heimat seiner Familie. Während der Fahrt verliebt er sich in Virginia, die zufällig mitreisende Tochter der feindlichen Familie Canfield. Sie lädt ihn in das Haus ihrer Familie ein. Doch Joseph Canfield, Bruder des einst von Williams Vater erschossenen James Canfield und nun der Familienpatriarch, sinnt noch immer auf Rache. Virginias Brüder Clayton und Lee erkennen Williams Identität und trachten ihm nach dem Leben. Bei seinem Besuch im Haus der Canfields werden ihre Mordversuche allerdings vom traditionellen Gesetz der Gastfreundschaft gebremst, denn solange William das Haus nicht verlässt, darf er nicht angegriffen werden.
William, der erst nach einiger Zeit erfährt, dass es sich bei seinen Gastgebern um die Canfields handelt, bleibt tagelang bei ihnen. So können ihn Joseph und seine Söhne nicht erschießen. Außerdem stellt sich Williams Landsitz als kleine Hütte heraus, die nach 20 Jahren ohne Bewohner völlig verfallen ist. Nach haarsträubenden Gefahren und abenteuerlichen Verfolgungsjagden muss er Virginia an einem Wasserfall das Leben retten. Es gelingt William schließlich, die Fehde zu beenden, indem er das Mädchen ohne Wissen ihrer Familie mit Hilfe des alten Pfarrers heiratet. Zunächst ist Joseph Canfield wütend, doch dann sieht er ein Schild mit dem Titel love thy neighbor und willigt zum Frieden ein. Sie legen schließlich die Waffen beiseite, wobei sich herausstellt, dass William fast mit dem gesamten Waffenkabinett der Canfields ausgestattet war.

Standbild aus: Verflixte Gastfreundschaft

## Produktionsgeschichte
Die Geschichte um die Feindschaft zwischen den Familien „McKay“ und „Canfield“ basiert auf der echten Familienfehde der McCoys und Hatfields.
Im Film selbst spielt nicht nur Joe Keaton mit, der Vater Buster Keatons, der in vielen weiteren Filmen seines Sohnes mitwirkt. Keaton steht auch mit seiner damaligen Ehefrau Natalie Talmadge – welche die weibliche Hauptrolle verkörpert – zum einzigen Mal gemeinsam in einem Langfilm vor der Kamera (sie drehten auch zwei Kurzfilme, in denen Talmadge aber jeweils nur kurz auftrat). Weiterhin im Prolog zu sehen: Busters Sohn James, damals noch ein Baby, als der sehr junge Willie McKay.
Während der Produktion erlitt Keatons Langzeitfilmpartner und Lieblingsbösewicht Joe Roberts einen Schlaganfall. Er konnte zwar seine Rolle als Patriarch der Canfields noch zu Ende spielen, verstarb jedoch etwa einen Monat später nach einem weiteren Schlaganfall.
Für Buster Keaton, der seinen Ruhm auch darauf aufbaute, die gefährlichsten Stunts selbst auszuführen, wurde es in dieser Produktion zwei Mal höchst gefährlich. So riss beim Dreh im Truckee River ein Draht, an dem Keaton zur Sicherheit festgebunden war. Er wurde von der Stromschnelle erfasst. Da der Kameramann die Anweisung hatte, weiterzudrehen, egal, was passiert, findet sich dieser Moment auch im fertigen Film. Risikoreich verlief auch der legendäre Stunt am Wasserfall: Der an einem Stück Seil festgebundene Willie McKay schwingt sich in dem Moment, als sie den Wasserfall hinabzustürzen droht, seiner Geliebten entgegen. Es gelingt ihm, sie an den Händen zu fassen und am sicheren Felsvorsprung abzusetzen. Die Geliebte wurde von einer Puppe gedoubelt und auch der Wasserfall auf dem Studiogelände nachgebaut. Dennoch schluckte Keaton, als er unter dem Wasserfall hing, so viel Wasser, dass sein Magen ausgepumpt werden musste.
Für das Szenenbild war im Übrigen Fred Gabourie zuständig.

## Analyse
In seinem zweiten abendfüllenden Film (nach Three Ages) konzentrierte sich Buster Keaton erstmals auf die Handlung seiner Geschichte zugunsten einer Reduktion absurder Gags. Er war der Überzeugung, das Publikum würde einer Geschichte nicht mehr folgen, sollte ihm ein Gag unglaubwürdig erscheinen. Auch in späteren Filmen versuchte er, diesem Grundsatz treu zu bleiben: Im folgenden Sherlock, Jr. kommen zwar unmögliche Gags vor, doch nur innerhalb der geträumten Handlungsebene. Laut Jim Kline fällt Our Hospitality für eine Komödie streckenweise fast zu ernsthaft aus. Bezeichnend für den neuen Stil – in seinen Kurzfilmen bemühte er sich regelrecht um Absurdität und Übertreibung – ist der Prolog des Films. Die Feindschaft der beiden Häuser McKay und Canfield wird in einer betont tragischen Szene dramatisiert, die sich jedem Anflug von Komik verschließt.
Das Bemühen um Glaubwürdigkeit spiegelt sich auch in der authentischen Ausstattung des in den 1830er Jahren spielenden Films. Besonders auffällig dabei: Der originalgetreue Nachbau einer der ersten Dampflokomotiven im Linienverkehr, The Rocket. Wegen seiner ambitionierten Bildgestaltung zählt Our Hospitality zu Keatons am schönsten fotografierten Filmen.

## Kritiken
„Zweiter Langspielfilm von Buster Keaton, eine der köstlichsten Komödien der Filmgeschichte, voller genialer Gags, atemraubender Artistik und märchenhaft versponnener Poesie.“